# Упландс Весбю
Упландс Весбю (на шведски: Upplands Väsby) е град в Югоизточна Швеция.

## География
Градът се разположен на около 25 км северно от столицата Стокхолм. Главен административен център е на едноименната община Упландс Весбю в лен Стокхолм. Има жп гара на линията Стокхолм-Упсала. Население 37 594 жители от преброяването през 2010 г.

## Спорт
Футболният отбор на града носи името „ФК Весбю Юнайтед“. Редовен участник е във втория ешелон на шведския футбол Шведската дивизия Суперетан.

## Личности, родени в Упландс Весбю
- Джоуи Темпест (р.1963), шведски рокпевец

## Личности, свързани с Упландс Весбю
- Джон Ливън (р. 1963), шведски роккитарист, живял в града
- Мик Микели (р. 1962), шведски рокмузикант, израснал в града
- Тони Рино (р. 1963), шведски рокбарабанист, живее в града след 1993 г.

## Други
От Упландс Весбю е световноизвестната хардрок група „Юръп“.